# Nedre Fyrtjärnen
Nedre Fyrtjärnen är en sjö i Tanums kommun i Bohuslän och ingår i Enningdalsälvens huvudavrinningsområde.